# Nick Carle

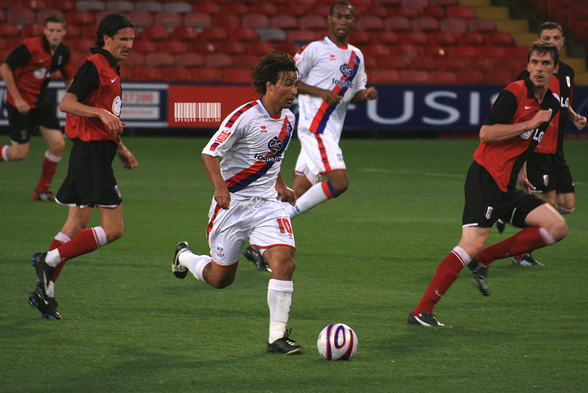
Nick Carle

Nicholas ("Nick") Alberto Carle (Sydney, 23 november 1981) is een Australische voetballer van Chileense afkomst. Hij speelt sinds 2010 als aanvallende middenvelder bij Sydney FC.

## Clubvoetbal
Carle begon als profvoetballer bij Sydney Olympic (1997-2002). In het seizoen 2002/2003 speelde hij voor het Franse Troyes AC. Vervolgens keerde de middenvelder terug naar Australië, waar Carle voor Marconi Stallions (2003-2005) en Newcastle United Jets (2005-2007) speelde. In de zomer van 2007 werd hij gecontracteerd door Gençlerbirliği SK, waarmee Carle in de voetsporen trad van zijn landgenoot Josip Skoko die van 2003 tot 2005 bij deze Turkse club speelde. 6 maanden later is hij er al weg en tekent in Engeland bij Bristol City FC. Sinds de zomer van 2008 speelt hij bij Crystal Palace FC.

## Nationaal elftal
Carle debuteerde in 2004 in het Australisch nationaal elftal tegen Venezuela. Hij kwam zes minuten voor tijd als vervanger van David Zdrilić in het veld. Door bondscoach Guus Hiddink werd de middenvelder nooit opgeroepen voor de Socceroos. In maart 2007 maakte Carle zijn rentree in een interland tegen China. Hij behoorde tot de Australische selectie voor de Azië Cup 2007, het eerste Aziatische toernooi waaraan Australië deelnam na de overstap van de OFC naar de AFC in januari 2007. Op dit toernooi werden de Socceroos in de kwartfinale na strafschoppen uitgeschakeld door Japan. In deze wedstrijd was Carle invaller en hij was een van de drie Australiërs die hun strafschop wel benutte.